# خماسي فلوريد اليورانيوم
خماسي فلوريد اليورانيوم عبارة بوليمر تناسقي والذي يتألف من وحدات من UF5 المترابطة بواسطة الفلوريدات الجسرية مكونة سلاسل خطية .
وُصف خماسي فلوريد اليورانيوم بواسطة كل من هوارد (بالإنجليزية : C.J. Howard ) ، تايلور (بالإنجليزية : J.C Taylor ) و وو (بالإنجليزية : A.B. Waugh ) .